# 中山雅行
中山 雅行（なかやま まさゆき、1969年9月3日 - ）は、埼玉県出身の元プロ野球選手（投手）。

## 来歴・人物
埼玉栄東高から中央大へ進み、2部リーグ19勝、1部で1勝。2年秋からは2部リーグとなり、3年春から3季連続で入替戦に臨むも敗れる。4年春は2部最優秀投手。4年次にはドラフト候補とされたが熊谷組に進む。1992年都市対抗野球にて決勝進出、杉浦正則擁する日本生命に破れたものの、エースとしてチームを牽引した功績を評され若獅子賞を獲得する。全日本選抜メンバーにも選出され、直球とキレのあるフォークを武器にキューバ戦ではオマール・リナレス、オレステス・キンデランらを手玉にとった。翌年、チームの休部が決まっていた最後の都市対抗野球では補強の藪恵一との2本柱で臨み、初戦から2回戦と連続して先発勝利するも準々決勝では救援登板してサヨナラ負け。
1993年ドラフト4位でロッテ入団。即戦力として期待され初年度に1軍デビューを果たすも、プロでは通用せず1軍登板はこの年のみに終わる。
1996年11月、戦力外通告を受け渡米、シアトル・マリナーズとマイナー契約を結ぶも登板なし。
その後、アメリカ独立リーグであるウェスタン・ベースボール・リーグのグレイズハーバー・ガルズとプレーリー・リーグのサスカトゥーン・スモーキンガンズでプレーした。

## 詳細情報

### 年度別投手成績
| 年 度     | 球 団     | 登 板 | 先 発 | 完 投 | 完 封 | 無 四 球 | 勝 利 | 敗 戦 | セ 丨 ブ | ホ 丨 ル ド | 勝 率 | 打 者 | 投 球 回 | 被 安 打 | 被 本 塁 打 | 与 四 球 | 敬 遠 | 与 死 球 | 奪 三 振 | 暴 投 | ボ 丨 ク | 失 点 | 自 責 点 | 防 御 率 | W H I P |
| --------- | --------- | ----- | ----- | ----- | ----- | -------- | ----- | ----- | -------- | ----------- | ----- | ----- | -------- | -------- | ----------- | -------- | ----- | -------- | -------- | ----- | -------- | ----- | -------- | -------- | ------- |
| 1994      | ロッテ    | 15    | 0     | 0     | 0     | 0        | 0     | 1     | 0        | --          | .000  | 133   | 29.2     | 34       | 6           | 12       | 0     | 0        | 25       | 3     | 0        | 25    | 23       | 6.98     | 1.55    |
| 通算：1年 | 通算：1年 | 15    | 0     | 0     | 0     | 0        | 0     | 1     | 0        | --          | .000  | 133   | 29.2     | 34       | 6           | 12       | 0     | 0        | 25       | 3     | 0        | 25    | 23       | 6.98     | 1.55    |

### 記録
- 初登板：1994年7月26日、対近鉄バファローズ15回戦（藤井寺球場）、6回裏に4番手で救援登板、2回無失点
- 初奪三振：同上、6回裏に石井浩郎から

### 背番号
- 41 （1994年 - 1996年）